# ラスマス・フェイバー
ラスマス・フェイバー（Rasmus Faber、1979年5月16日 - ）は、スウェーデン・ストックホルム出身のミュージシャン。音楽プロデューサー、作曲家、編曲家、プログラマー、キーボーディスト、D.J.などをこなす。
ジャズピアニストをベースとしながら、ハウス系プロデューサーとして活躍し、日本のアニメ音楽にも関与するなど、ジャンルを超えた音楽活動を行っている。

## 経歴
父親のグンナール・ベリスティーン (Gunnar Bergsten) は1995年度のGrammis（スウェーデン版グラミー賞）にてジャズ部門を受賞した経歴をもつバリトンサックス奏者である。
息子であるラスマスも7歳からピアノを弾き始め、音楽学校で演奏技術や音楽理論を学んだ。17歳の頃よりプロミュージシャンとして活動し、ジャズやポップスのプロデュースを手掛けていたが、友人のハウスミュージシャンのレコーディングに参加したことをきっかけに、自身もハウスミュージックを制作するようになった。
2002年にデビューシングル"Never Felt So Fly"をリリースし、イギリスのディフェクテッド・レコード (Defected Records) とマネジメント契約を結ぶ。2003年に自身のレーベルFarplane Recordsを設立し、レーベル第一弾の"Ever After"が世界各地のクラブシーンでヒットした。日本では"So Far"（2006年）を始めとするシングルコレクションをリリースし、「乙女ハウスブームの立役者」「ハウスシーンの貴公子」とも呼ばれる。
2008年には自身初のオリジナルアルバム"Where We Belong"を発表し、Rafa Orchestraを率いてのバンド公演活動も行っている。また、Myspaceで偶然見つけたという女性シンガーフリーダのプロデュースを行っている。
幼少期より日本のアニメ音楽に影響を受けており、2009年より日本のアニメソングをジャズアレンジした『プラチナ・ジャズ』シリーズを発表。iTunesアルバムチャート・Amazonジャズチャート・Billboard JAPANジャズアルバムチャートで1位を獲得し、動画共有サイトで公開した「はじめてのチュウ」が180万回「星間飛行」のライブ映像が100万回の再生回数を記録するなど反響を呼んだ。「星間飛行」を歌う声優の中島愛については「歌声に惚れ込んでいた」と語っており、互いの音楽活動に協力し合っている。2015年は『学戦都市アスタリスク』において、アニメ作品の劇伴を初担当した。

## 人物
クラブにおけるDJアクトでは、キーボードとCDJ3台を駆使する独自のスタイルをみせる。
度々日本ツアーを行う親日家であり、日本語用Twitterアカウント（外部リンク）でファンに向けてメッセージを発している。2011年3月、東日本大震災後に海外アーティストの公演中止が相次ぐ中、「『いま日本は危ない』という外からの一方的なイメージを吹き飛ばすためにも、僕のようなアーティストが日本中をツアーして世界中に『日本は復興に向けて頑張っている』ことを伝える必要がある」との思いから、日本ツアーを決行した。
日本のアニメとの出会いは、幼稚園の頃に観た『風の谷のナウシカ』（スウェーデン語吹き替え付き）。17・18歳の頃に観た『マクロスプラス』は自分の人生を変えたともいえると述べている。ほかに好きな日本のアニメ作品としては『うさぎドロップ』『ノエイン もうひとりの君へ』『STEINS;GATE』『DEATH NOTE』『鋼の錬金術師』『ファンタジックチルドレン』「マクロスシリーズ」といったタイトルを挙げている。作曲家では坂本龍一、久石譲、菅野よう子、梶浦由記、上野耕路、植松伸夫、浜渦正志らが好きだという。

## ディスコグラフィー

### シングル
- ネヴァー・フェルト・ソー・フライ（フィーチャリング・メロ） - Never Felt So Fly (feat. Melo) （2002年）※Black Vinyl Recordsよりリリース
- エヴァー・アフター（フィーチャリング・エミリー・マクイーワン） - Ever After (feat. Emily McEwan) （2003年）
- ディバイデッド/ユナイテッド - Divided/United （2004年）
- ゲット・オーバー・ヒアー（フィーチャリング・メロ） - Get Over Here (feat. Melo) （2005年）
- カム・ウィズ・ミー（フィーチャリング・メロ） - Come With Me (feat. Melo) （2006年）
- デマンダ（フィーチャリング・クララ・メンデス） - Demanda (feat. Clara Mendes) （2007年）
- アー・ユー・レディ?（フィーチャリング・エミリー・マクイーワン） - Are You Ready? (feat. Emily McEwan) （2008年）
- エブリシング・イズ・オールライト（フィーチャリング・Linda Sundblad） - Everything Is Alright (feat. Linda Sundblad) （2008年）
- ギブ・イット・トゥー・ミー - Give It To Me （2009年）
- ホェア・ウィ・ビロング ラファズ・エピック・ジャーニー - Where We Belong RaFa's Epic Journey （2009年）
- ユー・エフ・オー （コラボレイテド・ウィヅ・ホシアナ―）- UFO（Hosiannah, Rasmus faber）（2021年）

### アルバム
- ソー・ファー - So Far （2006年）
- トゥー・ファー - 2 Far （2006年）
- ラヴ：ミックスド - Love:Mixed （2008年）
- ホェア・ウィ・ビロング - Where We Belong （2008年）
- ホェア・ウィ・ビロング イントゥ・ザ・ディープ - Where We Belong Into The Deep （2009年）
- ラスマス・フェイバー・プレゼンツ・プラチナ・ジャズ 〜アニメ・スタンダード Vol.1〜 - Rasmus Faber Presents Platina Jazz 〜Anime Standards Vol.1〜 （2009年）
- ソー・ファー3 - So Far 3 （2010年）
- ラスマス・フェイバー・プレゼンツ・プラチナ・ジャズ 〜アニメ・スタンダード Vol.2〜 - Rasmus Faber Presents Platina Jazz 〜Anime Standards Vol.2〜 （2010年）
- ラヴ：ミックスド 2 - Love:Mixed 2 （2011年）
- ラスマス・フェイバー・プレゼンツ・プラチナ・ジャズ 〜アニメ・スタンダード Vol.3〜 - Rasmus Faber Presents Platina Jazz 〜Anime Standards Vol.3〜 （2012年）
- ウィ・ラフ・ウィ・ダンス・ウィ・クライ - We Laugh We Dance We Cry （2012年）
- ラスマス・フェイバー・プレゼンツ・プラチナ・ジャズ 〜アニメ・スタンダード Vol.4〜 - Rasmus Faber Presents Platina Jazz 〜Anime Standards Vol.4〜 （2013年）
- ラスマス・フェイバー・プレゼンツ・プラチナ・ジャズ 〜アニメ・スタンダード Vol.5〜 - Rasmus Faber Presents Platina Jazz 〜Anime Standards Vol.5〜 （2015年）
- Two Left Feet (2019年)
- ラスマス・フェイバー・プレゼンツ・プラチナ・ジャズ 〜アニメ・スタンダード Vol.6〜 - Rasmus Faber Presents Platina Jazz 〜Anime Standards Vol.6〜 （2019年）

### 楽曲提供
- Studio Apartment
  - 2010（2010年のアルバム） - 「HELP ME OUT」を共作
- 中島愛
  - TRY UNITE!（2012年） - テレビアニメ『輪廻のラグランジェ』オープニングテーマを作編曲
  - マーブル（2012年） - テレビアニメ『輪廻のラグランジェ session2』オープニングテーマを作編曲
  - Be With You（2012年のアルバム） - 「金色～君を好きになってよかった」を編曲
  - Flower in Green（2012年） - テレビアニメ『輪廻のラグランジェ session2』挿入歌を作詞・作編曲
  - サブマリーン（2018年） - アルバム『Curiosity』収録曲を作編曲
- 坂本真綾
  - Driving in the silence（2011年のアルバム） - 「Sayonara Santa」他を作編曲（Frida Sundemoとの連名）
  - 幸せについて私が知っている5つの方法（2015年） - テレビアニメ『幸腹グラフィティ』オープニングテーマを作編曲
  - Waiting for the rain - 2015年発売のアルバム「FOLLOW ME UP」収録曲。テレビアニメ『学戦都市アスタリスク1st SEASON』エンディングテーマを作詞・作編曲
  - 世界のひみつ（2024年） - 35thシングル「nina」カップリング曲を作編曲
- 新居昭乃
  - Red Planet（2012年のアルバム） - 「灰色の雨」を共作
- 千菅春香
  - 愛の詩-words of love-（2016年） - テレビアニメ『学戦都市アスタリスク2nd SEASON』エンディングテーマを作編曲
- ワルキューレ
  - Hear The Universe（2016年） - テレビアニメ『マクロスΔ』挿入歌を作編曲
  - チェンジ!!!!!（2018年） - アニメ映画『劇場版マクロスΔ 激情のワルキューレ』挿入歌を作編曲
- 内田真礼
  - aventure bleu（2018年） - テレビアニメ『たくのみ。』オープニングテーマを作編曲
- 畠中祐
  - DYING WISH（2020年） - テレビアニメ『憂国のモリアーティ』オープニングテーマを作編曲
- Photon Maiden
  - Wonder Wonder Trip（2021年） - 2ndシングル「Be with the world」カップリング曲を作編曲
  - G.A.M.E. (Rasmus Faber Remix)（2022年） - ミニアルバム「Showdown」収録曲を編曲
- Liella!
  - 絶対的LOVER（2024年） - テレビアニメ『ラブライブ！スーパースター!!TVアニメ3期』挿入歌を作編曲

### 音楽担当
- 『学戦都市アスタリスク』（2015年）[14]
- 『はるかなレシーブ』（2018年）
- 『Artiswitch』（2021年）[15]
- 『境界戦機』（2021年）[16]
- 『境界戦機 極鋼ノ装鬼』（2023年）

### 音楽ゲーム収録楽曲
- Arcaea
  - Jump[17]